# 瓦茨曼山

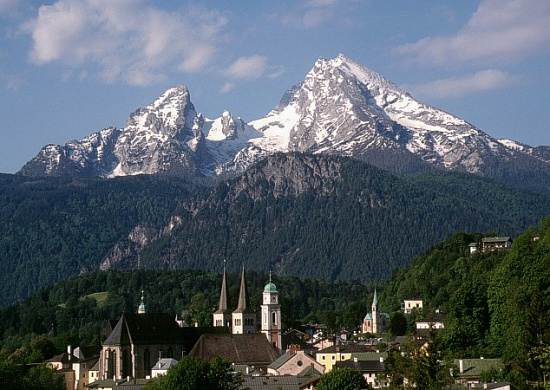

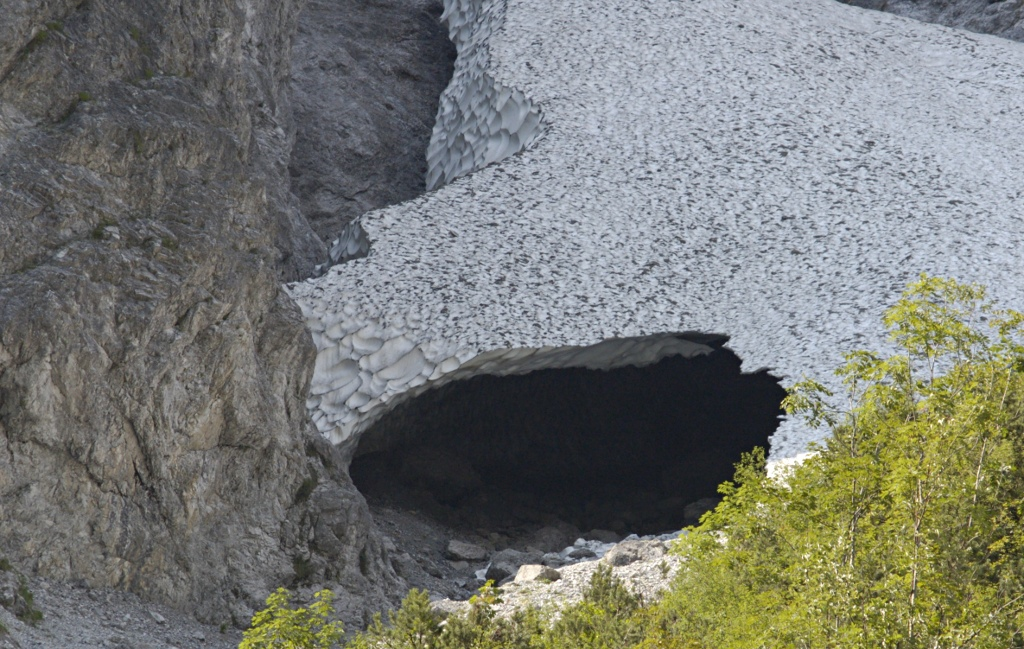

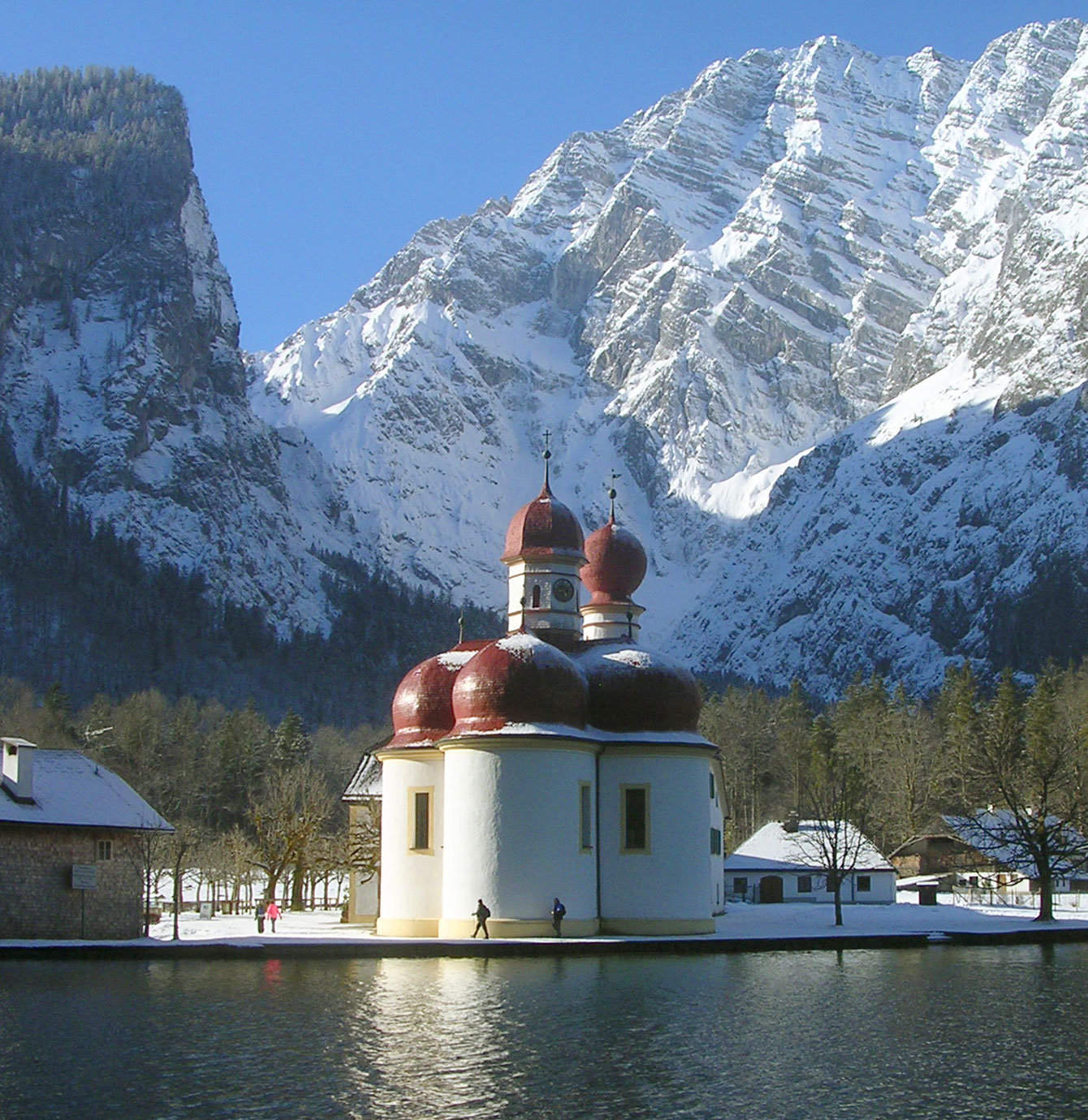

瓦茨曼山是德國的山峰，位於貝希特斯加登以南，屬於巴伐利亞阿爾卑斯山脈的一部分，最高點海拔高度2,713公尺，山上冰川的面積從1820年的30公頃大幅縮減至現在的10公頃。
阿尔卑斯山北麓的瓦茨曼峰（Watzmann）高达两千七百一十三公尺，是德国境内第三高峰，第一高峰楚格峰（Zugspitze）两千九百六十二公尺，第二高峰是楚格峰附近的上瓦纳峰（Hochwanner）两千七百四十四公尺。高耸入云的瓦茨曼峰雄伟壮观，像一组自然雕像屹立在国王湖（Königssee）西岸，无论从哪个角度观望，都有震撼心灵的磅礴气势。为了保护山顶原始风貌，没有修建高山观光缆车，徒步攀登悬崖峭壁十分艰难，只能在国王湖半岛仰视瓦茨曼峰的全景。由于这里拥有无与伦比的阿尔卑斯山美丽风光，很多艺术家都到此寻找创作灵感，也吸引了大批学生前来写生作画。当然瓦茨曼峰还有不同版本的神话传说，听起来十分冷酷无情，其中之一是：很久以前有一个国王暴君叫瓦茨曼（Watzmann），他和王后王子的凶狠残忍使人们感到惊恐万状。一天，国王骑着骏马追赶踩踏无辜的农民，愤怒的农妇诅咒国王一家，祈求上帝把他们变成坚硬的石头。随即突然发生了惊人的一幕，地动山摇，烈焰喷放，国王一家顷刻变成了一堆巨石。据说如今看到的山峰就是国王一家的石像，右侧是国王，左侧是王后，中间是他们的五个孩子。

## 外部連結
- Watzmann on Peakware （页面存档备份，存于）
- Watzmann at summitpost （页面存档备份，存于）